# کوتارو اوموری
کوتارو اوموری (انگلیسی: Kotaro Omori؛ زادهٔ ۲۸ آوریل ۱۹۹۲) بازیکن فوتبال اهل ژاپن است.
از باشگاه‌هایی که در آن بازی کرده‌است می‌توان به باشگاه فوتبال گامبا اوساکا اشاره کرد.